# Przyrwa (dopływ Wisłoka)
Przyrwa – struga, lewobrzeżny dopływ Wisłoka o długości 12,1 km i powierzchni zlewni 23,65 km².
Struga wypływa ze źródła znajdującego się na osiedlu Bzianka, w pobliżu ulicy Kalinowej. Płynie wzdłuż ulic: Kalinowa, Dębicka, aleja Wyzwolenia, gen. Stanisława Maczka. Uchodzi do Wisłoka w Rzeszowie, na północ od mostu Załęskiego. W przeszłości rozdzielała m.in. Staromieście od Ruskiej Wsi.